# Kusŏng
Kusŏng este un oraș în centrul provinciei Pyongan de Nord, R.P.D. Coreea.